# 臼杵川
臼杵川（うすきがわ）は、大分県臼杵市を流れ、豊後水道の臼杵湾に注ぐ二級水系の本流。

## 概要
臼杵川は、臼杵市の南東にあるニガキの台付近に源を発する。上中流部は渓谷となっており、北に向かって流れる。
川が北東に向きを変える下流域は小規模な平野となっており市街地が発達している。臼杵川水系の地下水を利用した味噌、しょう油などの醸造業が盛んで、フンドーキン醤油、富士甚醤油などのメーカーがある。河口には三角州が形成されており、臼杵川は臼杵湾に注ぐ。

## 主な支流
- 大工川（だいくがわ）
- 勘場川（かんばがわ）
- 中臼杵川（なかうすきがわ）
- 左津留川（さづるがわ）

## 並行する交通

### 道路
- 国道502号

## 流域の観光地
- 臼杵磨崖仏
- 白馬渓